# Гай (Шмарє-при-Єлшах)
Гай (словен. Gaj) — поселення в общині Шмарє-при-Єлшах, Савинський регіон, Словенія. 
Висота над рівнем моря: 235,3 м.